# Seznamy k seriálu Comeback
Toto jsou různé seznamy k českém sitcomu Comeback.

## Seznam postav

### Tomáš „Tomi Paci“ Pacovský
Tomáš Pacovský, uměleckým jménem Tomi Paci (45), byl za socialismu zpěvákem. Poté odešel do ústraní a začal prodávat desky spolu se svým bratrem Ozzákem.
- Oblíbené jídlo: rýžový nákyp, zemlbába
- Oblíbený nápoj: kakao
- Oblíbený zpěvák: Helena Vondráčková
- Oblíbená hudba: Rolling Stones
- Přátelé: Karel Gott, Marek Vašut, Stanislav Hložek, Helena Vondráčková, Michal David, Simona Bůčková, Marcelka Divićová
- Povolání: bývalý zpěvák, vedoucí a majitel obchodu U Dvou Akordů
- Přezdívky: Tomi Paci, Bourák Tom, pan Hnědák, Nula, Bembelín
- Nejčastější slovo: „Ozzáku!!!“, „Ty, nezlehčuj to!“, „To je pravda.“, „Nebuď hubatá!“
- Herec: Tomáš Matonoha

### František „Ozzák“ Pacovský
Ozzák, vlastním jménem František Pacovský pracuje v obchodě "U Dvou akordů". Miluje pivo, metal a rock, ale nejvíce ze všeho svou neteř Ivu. Když není doma nebo v práci, je jisté že je v hospodě U Jezevce. Poté, co je Jezevec zbourán, tráví čas v hospodě U Maříků, a v hospodě Satan, poté ale 'zakotví' v protibombovém krytu, kde si Simona Bůčková otevřela vlastní knajpu. Jeho pozdní příchody do práce (pokud to není absolutní absence), nebo například svéhlavý přístup k prodeji dohánějí jeho bratra Tomáše a kolegyni Marcelku k šílenství. Jeho vzorem je Ozzy Osbourne, podle něhož si Ozzák dál svou přezdívku. Ozzyho vliv Tomáš a Simona často využívají k Ozzákově manipulaci.
- Oblíbený nápoj: pivo
- Nejoblíbenější song: Denaturát
- Vzor: Ozzy Osbourne
- Povolání: prodavač v obchodě U Dvou Akordů
- Přezdívka: Ozzák
- Herec: Martin Dejdar

### Iva Pacovská
Iva Pacovská (16) je Tomášova dcera, kterému se často vzpouzí. Spolu se Sašou a Lexou chodí na gymnázium. Zamilovaného Lexu odmítá.
- Přátelé: Saša a Lexa Bůčkovi
- Herečka: Kristýna Leichtová

### Alexandr „Lexa“ Bůček
Alexandr „Lexa“ Bůček (16) je velký obdivovatel Ozzáka. Je to naivní soused Pacovských, spolužák Ivy. Je syn Simony, bratr Saši.
- Sourozenci: Saša Bůčková
- Přátelé: Iva Pacovská
- Přezdívka: Lexa
- Herec: Matouš Ruml

### Alexandra „Saša“ Bůčková
Saša Bůčková (16) je dcera Simony, sestra Lexy, která neumí lhát. Je Ivinou nejlepší kamarádkou.
- Herečka: Marie Doležalová

### Marcelka Divićová
Marcelka Divićová je prodavačka v Tomášově obchodě a jeho velká fanynka. Její manžel je chorvatský podnikatel a dědic ocelárny v Trogiru Zoran Divić. Ozzák Marcelku přezdívá Mamba, Stará paprika nebo Mumie.
- Herečka: Dana Batulková
- Nevystupuje v díle č. 38

### Simona Bůčková
Simona Bůčková je matka Lexy a Saši, které často využívá. Je výčepní v hospodě U Jezevce, později v ilegální hospodě U Tukana. Je rozvedená; její bývalý manžel na děti neplatí.
- Herečka: Simona Babčáková
- Nevystupuje v dílech č. 3, 7, 11 a 21

### Horváth
Horváth, často titulovaný jako Horvy, je kamarád Simony. V seriálu hraje herec Jakub Žáček i jiné postavy, viz níže.
- Herec: Jakub Žáček

### Postavy ztvárněnéJakubem Žáčkem
| Postava            | Díl                                   | Poznámka                                                                              |
| ------------------ | ------------------------------------- | ------------------------------------------------------------------------------------- |
| Zákazník           | 1.                                    | Zákazník, který si chtěl koupit Hanu Zagorovou                                        |
| Zákazník           | 4.                                    | Zákazník, který chtěl Sex Pistols                                                     |
| Řidič              | 5.                                    | Řidič, do kterého naboural Diviš                                                      |
| Horváth            | 6., 35., 37., 43., 44., 47., 48., 51. | Zloděj, Simonin kamarád                                                               |
| Otorhinolaryngolog | 8.                                    | Marcelčin opilý lékař                                                                 |
| Opravář            | 9.                                    | Opravář bezpečnostního zařízení v obchodě                                             |
| Opravář            | 10.                                   | Opravář, který přišel Simoně opravit pípu                                             |
| Recepční           | 12.                                   | Recepční v hotelu v Čeladné                                                           |
| Zákazník           | 13.                                   | Metalový zákazník                                                                     |
| Hasič              | 18.                                   | Přítel hasičky Majky                                                                  |
| Moderátor          | 19.                                   | Moderátor v rádiu, který ohlásil Tomášovu smrt (pouze hlasově)                        |
| Počítačový expert  | 20.                                   | Přišel Tomášovi spravit účetní program Helenka                                        |
| Překupník          | 21.                                   | Vykoupil všechny lístky na Rolling Stones                                             |
| Moderátor          | 21.                                   | Moderátor v rádiu, který vyhlašuje soutěž o lístky na Rolling Stones (pouze hlasově). |
| Petr Vlk           | 22.                                   | Moderátor televizního pořadu Když hvězdy vaří                                         |
| Mojmír Mňahončák   | 23.                                   | Specialista na odchyt nebezpečných zvířat                                             |
| Messenger          | 24.                                   | Svérázný messenger pracující pro Zorana                                               |
| Hypnotizér         | 25.                                   | Hypnotizér v motivačních CD Objevte své lepší (horší) já (pouze hlasově)              |
| Pan Tichý          | 27.                                   | Pracovník pohřební služby                                                             |
| Pacient            | 28.                                   | Závislák na počítačích, který uteče z Bohnic                                          |
| Lubo Žak           | 30.                                   | Moderátor pořadu Boží mlýny                                                           |
| Burda              | 31., 34.                              | Stavbyvedoucí v hospodě U Jezevce; nedodržuje zákaz řvaní na úřadech                  |
| Pan Veselý         | 32.                                   | Pilot; otec Venouška Veselého, kterého uspává Ozzák                                   |
| Pan Pastyřík       | 33.                                   | Fotograf z Plesku                                                                     |
| Pan Stodola        | 38.                                   | Soused Pacovských, který chová hady                                                   |
| Ředitel            | 42.                                   | Ředitel gymnázia, kam chodili Tomáš, Ozzák, Iva, Saša, Lexa a Simona                  |
| Mim                | 45.                                   | Mim, kterého srazí Tomáš                                                              |
| MUDr. Stejskal     | 46.                                   | Lékař, který zastupuje za MUDr. Malíka                                                |
| Číšník             | 49.                                   | Číšník ve francouzské restauraci Chez Blimbles                                        |

### Představitelé, kteří ztvárnili sami sebe
| Postava a představilel(ka) | Díl      | Poznámka                                                             |
| -------------------------- | -------- | -------------------------------------------------------------------- |
| Stanislav Hložek           | 2.       | Tomáš si chce od něj půjčit peníze                                   |
| Karel Gott                 | 2.       | Tomáš si chce od něj půjčit peníze, později přišel dát Tomášovi radu |
| Helena Vondráčková         | 4.       | Přichází uklidnit Tomáše                                             |
| Vlastimil Harapes          | 15.      | Hodnotí Tomášův tanec                                                |
| Lucie Hadašová             | 24.      | Modelka, milenka Zorana, posléze Lexy                                |
| Marek Vašut                | 24., 38. | Kamarád Tomáše, ‚‚prezident chlapáků‘‘                               |
| Petr Dvořák                | 30.      | Ředitel TV Nova                                                      |
| Železný Zekon              | 34.      | Zahajuje soutěž Zlatá ledvina                                        |
| Lucie Borhyová             | 38.      | Přítelkyně/milenka Marka Vašuta, se kterým jede na Slapy             |

### Seznam sousedů Pacovských
| Postava                        | Představitel         | Díl                     | Poznámka                                                                                                 |
| ------------------------------ | -------------------- | ----------------------- | --- |
| Simona Bůčková                 | Simona Babčáková     | viz Pravidelné obsazení | viz Pravidelné obsazení                                                                                  |
| Alexandr „Lexa“ Bůček          | Matouš Ruml          | viz Pravidelné obsazení | viz Pravidelné obsazení                                                                                  |
| Alexandra „Saša“ Bůčková       | Marie Doležalová     | viz Pravidelné obsazení | viz Pravidelné obsazení                                                                                  |
| paní Pyšová                    | –                    | 1.                      | 65letá sousedka Pacovských, která jim zapůjčila svoje gramofonové desky                                  |
| paní správcová Růženka/Jarmila | Vlasta Hrubá         | 23.                     | Správcová domu, kde bydlí Pacovští. Ozzák o ní hovoří jako o Růžence, sousedka Vojtíčková jako o Jarmile |
| pan Hájek                      | –                    | –                       | Ozzák si z poklic od jeho Moskviče udělal bicí                                                           |
| paní Vojtíčková                | Věra Kubánková       | 35.                     | Pobožná sousedka, která označuje Ozzáka jako satana                                                      |
| pan Stodola                    | Jakub Žáček          | 38.                     | Soused, který chová hady                                                                                 |
| pan Pajer                      | Jindřich Bonaventura | 43.                     | Soused, žárlivý manžel paní Pajerové                                                                     |
| paní Pajerová                  | –                    | –                       | Sousedka, která si potrpí na třídění odpadu                                                              |
| paní Rybková                   | –                    | 43.                     | Sousedka, která zemřela a odkázala Saše obraz jejího psa                                                 |
| pan Roubal                     | Tomáš Legierski      | 46.                     | Soused, který tajně kouří v prádelně                                                                     |
| paní Roubalová                 | –                    | –                       | Sousedka, která chová mnoho koček                                                                        |
| pan Podroužek                  | Pavel Tesař          | 46.                     | Soused, vedoucí skautského oddílu                                                                        |

### Ostatní postavy
| Postava                  | Představitel(ka)   | Roky účinkování | Díl      | Poznámka                                                                                                   |
| ------------------------ | ------------------ | --------------- | -------- | --- |
| Fanda                    | Martin Matějka     | 2008            | 2.       | Vymahač od pana Hájka                                                                                      |
| Lubo                     | Jan Maria Sieber   | 2008            | 2.       | Vymahač od pana Hájka                                                                                      |
| René                     | Karol Nerpas       | 2008            | 2.       | Bodyguard Karla Gotta                                                                                      |
| Marian                   | Aleš Putík         | 2008            | 2.       | Bodyguard Karla Gotta                                                                                      |
| Zákazník                 | Josef Zýka         | 2008            | 3.       | Stane se obětí sporů Ozzáka a Marcelky, nakonec se dožaduje rozhovoru „s jejich šéfem“                     |
| Libuška-Jaruška Chrobová | Monika Žáková      | 2008, 2009      | 3., 19.  | Bláznivá fanynka Tomiho Paciho                                                                             |
| Kometa                   | Naďa Vicenová      | 2008            | 3.       | Velmi přísná učitelka matematiky, která je na gymnáziu „nejméně 100 let“, učí Ivu, Sašu a Lexu             |
| Robert                   | Lukáš Jůza         | 2008            | 4.       | Arogantní policista a Ivin dočasný přítel                                                                  |
| Diviš                    | slepice            | 2008            | 5.       | Slepice, kterou Ozzák srazí autem; později se s ní Ozzák učí na závěrečné zkoušky v autoškole              |
| Slečna Evička            | Kristýna Leichtová | 2008            | 5.       | Náhradnice za Ivu                                                                                          |
| Daniel Hrachovský        | Martin Dejdar      | 2008            | 5.       | Náhradník za Ozzáka                                                                                        |
| Reportér                 | Michal Wondreys    | 2008            | 5.       | Reportér bavící se s Lexou o gangu, který krade dopravní značky                                            |
| Diana                    | Eva Slovíková      | 2008            | 6.       | Slovenská modelka, do které se Lexa zamiloval přes internet                                                |
| Lupička                  | Jitka Smutná       | 2008            | 7.       | Svérázná máma lupiče                                                                                       |
| Lupič                    | Jiří Hána          | 2008            | 7.       | Syn lupičky, který se zamiloval do Ivy, rád by studoval matfyz                                             |
| Psycholožka              | Jana Plodková      | 2008            | 7.       | Krásná psycholožka, která umí terapii silného objetí, kde Lexa našel dočasnou náhradu za Ivu               |
| Deratizátor myší         | Kamil Švejda       | 2008            | 11.      | Nasadí v obchodě „Myšovraha"                                                                               |
| Zámečník                 | Roman Štabrňák     | 2008            | 12.      | Zámečník, který rekonstruuje hotel v Čeladné                                                               |
| Řemeslník                | Leoš Noha          | 2008            | 12.      | Řemeslník, který rekonstruuje hotel v Čeladné                                                              |
| Krákorová                | Jitka Sedláčková   | 2008            | 14.      | Sociální pracovnice se slabostí pro Ježíše                                                                 |
| Hasička                  | Marie Málková      | 2009            | 18.      | Hasička, do které se Ozzák zamiluje                                                                        |
| Lukáš Jaroš              | David Máj          | 2009            | 19.      | Mladík ze sociální péče, který se má postarat o Ivu                                                        |
| Oto Šlus                 | Norbert Lichý      | 2009            | 20.      | Kontrolor z berňáku                                                                                        |
| Dalajláma                | Gambold Dalajn     | 2009            | 20.      | Přijde si do obchodu koupit duchovní hudbu                                                                 |
| Doprovod Dalajlámy       | Jakub Gottwald     | 2009            | 20.      | Překladatel z tibetštiny                                                                                   |
| Hubert Essel             | Jiří Bábek         | 2009            | 22.      | Šéfkuchař hotelu Kopule                                                                                    |
| Mama                     | Marcela Nohýnková  | 2009            | 22.      | Matka Zorana, Marcelka se jí snaží zalíbit                                                                 |
| Zoran Divić              | Tomáš Hanák        | 2009            | 24.      | Bohatý majitel vydavatelství časopisů, manžel Marcelky                                                     |
| Machová                  | Marie Pochobradská | 2009            | 26.      | Hlavní nepřítelkyně Ivy, chodí s Benešem, kterého Iva miluje                                               |
| paní Marta               | Lenka Loubalová    | 2009            | 27.      | Manželka ředitele pohřební služby, operní pěvkyně                                                          |
| Pivuška                  | Zuzana Bydžovská   | 2009            | 28.      | Zahrála si pivo HUSŤAN                                                                                     |
| Zdena                    | Monika Kobrová     | 2009            | 28.      | Kamarádka Marcelky                                                                                         |
| Buldozerista             | Marek Pospíchal    | 2010            | 31.      | Velmi tupý dělník s přezdívkou Dutohlav                                                                    |
| Kobrová                  | Jana Břežková      | 2010            | 31.      | Velmi přísná učitelka češtiny, která je na gymnáziu nejméně 100 let a učila tisíce žáků, přezdívka „Kobra" |
| Starší policajt          | Miroslav Večerka   | 2010            | 31.      | Vyšetřuje krádež kola (šrotu)                                                                              |
| Mladší policajt          | David Vaculík      | 2010            | 31.      | Vyšetřuje krádež kola (šrotu)                                                                              |
| Jaromír Šimara           | Josef Polášek      | 2010, 2011      | 32., 41. | Hudebník (klavírista) a kamarád Tomáše                                                                     |
| Paní Veselá              | Jana Holcová       | 2010            | 32.      | Přichází říct Tomášovi, že Ozzák spí u jejího syna Venouška                                                |
| Rudy                     | Václav Neužil      | 2010            | 33.      | Vedoucí pobočky Happy Chick                                                                                |
| Jura                     | Roman Mrázik       | 2010            | 33.      | Slovenský zaměstnanec Happy Chicku, který si o něm myslí svoje                                             |
| Jiřina                   | Michaela Homolová  | 2010            | 33.      | Zaměstnankyně Happy Chicku                                                                                 |
| Zdenda                   | Jan Zeman          | 2010            | 33.      | Zaměstnanec Happy Chicku                                                                                   |
| Mišoň                    | Jan Vlas           | 2010            | 33.      | Kontrolor z oddělení péče o zákazníky                                                                      |
| Věra                     | Eva Leinweberová   | 2010            | 34.      | Zaměstnankyně ÚP                                                                                           |
| Metloš                   | Štěpán Škorpil     | 2010            | 34.      | Moderátor soutěže Zlatá ledvina, Ozzákův kamarád                                                           |
| Lektorka břišních tanců  | Andrea Černá       | 2010            | 37.      | Učí Ivu a Sašu břišní tance                                                                                |
| Instalatér bojleru       | Karel Zima         | 2010            | 37.      | Instalatér, kterého Lexa zavře ve sklepě                                                                   |
| Bejk                     | Jan Maršál         | 2010            | 38.      | Syn Marka Vašuta, rockerský kluk plnící bobříky                                                            |
| Mim                      | Adam Halaš         | 2011            | 45.      | Předvádí Marcelce své umění                                                                                |
| Mirka Ostrá              | Klára Melíšková    | 2011            | 47.      | Redaktorka časopisu Bruneta                                                                                |
| Sestřička                | Magdalena Zimová   | 2011            | 51.      | Zdravotní sestra na oddělení, kde leží Simona                                                              |

## Seznam zmíněných měst a obcí
| Název                     | Díl | Poznámka |
| ------------------------- | --- | --- |
| Budapešť – Maďarsko       | 1.  | V roce 1986 se tam Tomáš s Ozzákem vypravili na koncert skupiny Queen. |
| Děčín                     | 1.  | Tomáš se tam vypravil na Děčínskou kotvu a poznal tam Kristýnu, matku Ivy. |
| Slaný                     | 2.  | V roce 1988 tam Tomáš vystupoval a Marcelka ho neúspěšně požádala o autogram. |
| Sopoty – Polsko           | 2.  | Tomáš tam kdysi ‚‚řádil‘‘ s Karlem Gottem. |
| Sušice                    | 3.  | V roce 1987 tam Marcelka po Tomášovi během jeho koncertu hodila podprsenku. |
| Rakovník                  | 3.  | 18. října 1980 tam vystoupila skupina Brutus a při jejím koncertu shořela sokolovna. |
| Havana – Kuba             | 3.  | Tomáš se tam kdysi zúčastnil Festivalu mládeže. |
| Ulánbátar – Mongolsko     | 3.  | Tomáše tam kdysi poslali za trest na Festival mírové písně. |
| Bratislava – Slovensko    | 5.  | Tomáš a Pavel Horňák tam kdysi vystoupili na festivalu Bratislavská lyra. |
| Plzeň                     | 5.  | Ozzák si při jízdě v autoškole spletl značku Nebezpečné stoupání s odbočkou na Plzeň. |
| Temelín                   | 5.  | Odborník na média Štefan Babecký utajil údajný výbuch jaderné elektrárny Temelín. |
| Dukovany                  | 5.  | Babecký se nutně musel vydat do Dukovan, protože se tam ‚‚nic nestalo‘‘. Následně několikrát popřel existenci Dukovan. |
| Varna – Bulharsko         | 6.  | Iva se domnívá, že Ozzákova bývalá přítelkyně skončila v bulharské Varně. |
| Krušovice                 | 6.  | Ozzákova přítelkyně, povoláním letuška, se kvůli němu stala pracovnicí v pivovaru v Krušovicích. |
| Tunis – Tunisko           | 8.  | Ivin spolužák Beneš tam chytl nějakou africkou nemoc. Žáci proto mají ředitelské volno kvůli preventivní ochraně. |
| Paříž – Francie           | 9.  | Ivě přišel z Paříže dopis z modelingové agentury a pozvali ji na mezinárodní soutěž. |
| České Budějovice          | 9.  | Tomáš se domnívá, že dál než sem s Ozzákovo propadlou občankou nedojedou. |
| Ženeva – Švýcarsko        | 9.  | Tomáš s Ozzákem se tam dostali za účelem lukrativní spolupráce s firmou na výrobu pepřových sprejů. |
| Split – Chorvatsko        | 10. | V Praze se konal zápas mezi Spartou a chorvatským klubem Hajduk Split. Na zápas se šli podívat i Zoran s Marcelkou. |
| Čeladná                   | 12. | Tomáš se Simonou se tam vydali na veletrh píp, aby Simona koupila novou pípu. |
| Valašské Meziříčí         | 14. | Simona se tam měla s dětmi vypravit k tetě. |
| Kalkata – Indie           | 17. | Pochází odtud Ivina adoptivní dcera. |
| Kokořín                   | 18. | Tomáš s Ivou se tam vydali na výlet. Tomáš se zde seznámil s Mildou Říhou. |
| Okoř                      | 18. | Tomášův kamarád Milda Říha se tam vypravil. |
| Turnov                    | 18. | Iva se s dvojčaty chtěla dostat na techno festival CzechTech, jenže se nekonal u Turnova, ale u Trutnova. |
| Trutnov                   | 18. | Město, kde se konal techno festival CzechTech. Iva se s dvojčaty však vypravila do Turnova. |
| Balaton – Maďarsko        | 19. | V knize Abeceda popu se uvádí, že se Tomáš utopil v Balatonu. |
| Temelín                   | 20. | Kontrolor z berňáku Oto Šlus shrnul Tomášovi, že v Temelíně se při kontrole cítil velmi stísněně, a když se cítí stísněně, tak bývá pečlivý. |
| Trogir – Chorvatsko       | 22. | Marcelka chce v Trogiru zdědit ocelárnu. |
| Split – Chorvatsko        | 22. | Zoranova matka pochází ze Splitu. |
| New York – USA            | 22. | Vždy, když přijede Zoranova matka do Prahy, jí Zoran volá z New Yorku, že mu do toho náhle něco přišlo. |
| Poprad – Slovensko        | 23. | Ozzák tam jednou zorganizoval divokou oslavu Tomášových narozenin. |
| Liberec                   | 24. | Lexa si koupil DVD s Markem Vašutem Balíme s Vašutem, aby Ivě konečně „zlomil" srdce. Jedním z Vašutových balicích triků je také odvoz do Liberce. |
| Žatec                     | 27. | Ozzák připomínal Ivě, jak zesnulý „strejda“ Prase tehdy údajně odjel zkontrolovat chmel v Žatci. |
| Babice                    | 29. | Marcelka Tomášovi zařídila koncert nouzově U Jezevce a většinu jeho fanynek našla v Babicích. |
| Chropyně                  | 30. | Tomáš se tam v roce 1964 narodil. |
| Bruntál                   | 30. | Tomáš zde měl 10. února 1990 koncert, na kterém bylo jen 7 divaček. |
| Suchá Loz                 | 31. | Marcelka jako manažerka s nadšením zařizuje Tomášovi comebackové turné. Vystoupení se mělo konat také v Suché Lozi, ale bohužel na to obec nebyla hospodářsky připravena. |
| Břve                      | 31. | Marcelka Tomášovi zkusila domluvit vystoupení v obci Břve, ale nepochodila. |
| Žabonosy                  | 31. | Marcelka Tomášovi domluvila vystoupení na myslivecké slavnosti v Žabonosech s poněkud netradičním zpěvem z posedu. |
| Blšany                    | 31. | Marcelka zamítla Tomášovo vystoupení na výkopu stadionu v Blšanech. |
| Zlín                      | 32. | Tomáš zde měl koncert a diváky pozdravil slovy: „Zdravím Gottwaldov“. |
| Karl-Marx-Stadt – NDR     | 32. | Klávesista Šimara zde koupil své klávesy. |
| Lidečko                   | 32. | Tomáš se s Marcelkou a doprovodným klávesistou Šimarou vypravil do Lidečka. Tomáš Lideččanům dokonce složil píseň. |
| Troubky                   | 32. | Tomáš si myslí, že je vypálili Němci. |
| Nasavrky                  | 32. | Tomáš nemá dálniční známku, proto musí jet oklikou přes Nasavrky. |
| Chropyně                  | 32. | Tomáš vystoupil také v Chropyni. |
| Kostelec                  | 33. | Tomáš v rámci svého comebackového turné vystoupil v Kostelci. Na jeho koncert však zabloudila třída 8.B s učitelkou, aby se v rámci výuky podívali na reálný socialismus. |
| Dolní Loučky              | 33. | Tomáš vystoupil v Dolních Loučkách pro pouhých 5 diváků. |
| Chroustov                 | 33. | Tomáš vystoupil v Chroustově pro pouhých 7 diváků. 2 ze 7 diváků platili palivovým dřívím. |
| Deštné v Orlických horách | 33. | Lidé se přišli schovat před bouřkou na Tomášův koncert v Deštném. |
| Bruntál                   | 34. | Marcelka domluvila Tomášovi koncert v Bruntálu. Tomáše to k smrti vyděsilo, protože Bruntál je údajně „drsný kraj“. Tomáš proto nepodcenil přípravu, ale při návštěvě Dnů prémiového ležáku, kde Ozzák obhajoval titul pivního pětibojaře, si podal ruku se Železným Zekonem, který mu „stiskem gladiátora“ zlomil ruku. Tomáš tak byl před Bruntálem zachráněn. |
| Krnov                     | 34. | Železný Zekon se dál, než sem, neodvážil. |
| Liberec                   | 35. | Výčepní Smotlacha tam má hospodu Křemenáč. |
| Vtelno                    | 36. | Žije zde Ivina babička s dědou. |
| Rybná                     | 36. | Každé Velikonoce se tam babička Pacovská vypraví za kamarádkou Marunou. |
| Káhira – Egypt            | 37. | Lektorka břišních tanců měla možnost se svým kroužkem vystoupit v různých arabských metropolí. |
| Slapy                     | 38. | Marek Vašut se tam se svou partnerkou vypravil na motorkách. Vašut svého synka přenechal na hlídání Tomášovi. |
| Vídeň – Rakousko          | 39. | Pacovští se vraceli přes Vídeň pro pasy. |
| Skrbčići – Chorvatsko     | 39. | Pacovští se tam vypravili na dovolenou. |
| Božkov                    | 39. | Místo Simoniny dovolené, které si vymyslela před Tomášem. |
| Temelín                   | 40. | Tomáš si zanadával „Jak se v Temelíně tetelí blahem, zloději.“ |
| Liščí hora                | 41. | Tomáš v rámci comebackového turné vystoupil na Liščí hoře v Krkonoších. Jeho doprovodný klávesista Šimara z koncertu uprchl, protože si neuvědomil, že jeho klávesy nehrají ve výšce nad 1000 m n. m. |
| Jablunkov                 | 41. | Tomáš vystoupil v Jablunkově – ve „městě dětí“. Děti svým počtem doslova tvoří většinu Jablunkovského obyvatelstva. Hysterický koncert Tomáš i Šimara přežili, ale Šimara svůj hudební nástroj v Jablunkově „dětem“ omylem nechal. |
| Chuchel                   | 41. | Tomáš se Šimarou zde vystoupil. |
| Klikov                    | 41. | Tomáš se Šimarou zde vystoupil. |
| Masojedy                  | 41. | Tomáš se Šimarou vystupoval v Masojedech až do chvíle, kdy Šimara svými klávesami vyhodil pojistky v celé obci. Koncert byl posléze zrušen. |
| Bělehrad – Jugoslávie     | 41. | Tomáš se Šimarou tam měli kdysi koncert. Ozzák obdržel DVD kolekci všech významných českých sportovních úspěchů a zhlédl i legendární penaltu fotbalisty Antonína Panenky na Mistrovství Evropy ve fotbale 1976. |
| Nagano – Japonsko         | 41. | Ozzák zhlédl legendární vítězství českých hokejistů nad Ruskem na Zimních olympijských hrách 1998. |
| Volary                    | 44. | Pacovští se tam vypravili za bratrancem Květoslavem na zabijačku. |
| Jevany                    | 44. | Tomáš lživě řekl Květoslavovi, že má vilu v Jevanech. |
| Brno                      | 45. | Tomáš si postěžoval, proč se festival mimů koná v Praze a ne v Brně, protože je kvůli němu většina pražských ulic uzavřena. |
| Strakonice                | 47. | Tomáš v divadle sledoval hru Strakonický bubák. |
| Liberec                   | 50. | Nachází se zde dekontaminační jednotka, kde čistili Ozzákovo oblečení. |
| Mariánské Lázně           | 51. | Jedna z možností, kam chtěl jít Tomáš hledat Simonu. |

## Seznam zmíněných pořadů a filmů
| Název                              | Díl | Poznámka |
| ---------------------------------- | --- | --- |
| Hitšaráda                          | 1.  | Iva drhne starý gauč, Tomáš má otočenou televizi do kuchyně a ptá se: ‚‚Ivuško, už to máš? Mě se ta Hitšaráda odsuď strašně leskne.‘‘ |
| Upír z Feratu                      | 1.  | Tomáš přirovná Ozzákovo nové křeslo k Upírovi z Feratu. |
| Velká žranice                      | 10. | Tomáš se starým Voráčkem na třídních schůzkách nevěděli, že je to film. |
| Kameňák                            | 10. | Iva říká Saše o Ozzákovi: ‚‚Jediný, na co chtěl do kina jít, byl Kameňák, protože si myslel, že to bude o Stonech.‘‘ |
| Vratné lahve                       | 10. | Iva se ptá Ozzáka: ‚‚Viděl jsi vůbec někdy Vratný lahve?‘‘ Ozzák: ‚‚Ty vidím denně.‘‘ |
| Mumie se vrací                     | 10. | Iva se diví nad tím, jaký je Lexa prase a ptá se Saši: ‚‚Hele viděl on vůbec někdy nějakej normální film?‘‘ Saša: ‚‚Hmmm... jednou. Mumie se vrací.‘‘ |
| Vše o mé matce                     | 10. | Tomáš s Ivou a se Sašou zhlédli v kině tento film. |
| Sex ve městě                       | 10. | Tomáš jde do kina na Sex ve městě a nechce tam Ivu se Sašou pustit s tím, že je to mládeži nepřístupné. |
| Scény z manželského života         | 10. | Marcelka vyjmenovává Ozzákovi, jaké filmy od Bergmana viděla. |
| Pramen panny                       | 10. | Marcelka vyjmenovává Ozzákovi, jaké filmy od Bergmana viděla. |
| Hanba                              | 10. | Marcelka vyjmenovává Ozzákovi, jaké filmy od Bergmana viděla. |
| Fanny a Alexandr                   | 10. | Marcelka vyjmenovává Ozzákovi, jaké filmy od Bergmana viděla. |
| Šepoty a výkřiky                   | 10. | Marcelka vyjmenovává Ozzákovi, jaké filmy od Bergmana viděla. |
| Hluboké hrdlo                      | 10. | Pornografický film, který najde Marcelka v Ozzákově sbírce. |
| Čaroděj ze země Oz                 | 10. | Pornografický film s pozměněným názvem ‚‚Čaroděj ze země koz‘‘, ve kterém hrála Simonina matka. |
| Hotel Modrá hvězda                 | 10. | Pornografický film s pozměněným názvem ‚‚Hotel Mokrá hvězda‘‘, ve kterém Simonina matka nehrála. |
| Kočka na rozpálené plechové střeše | 10. | Pornografický film s pozměněným názvem ‚‚Předkožka na rozpálené plechové střeše‘‘, ve kterém hrála Simonina matka. |
| Dvanáct rozhněvaných mužů          | 10. | Pornografický film s pozměněným názvem ‚‚Dvanáct rozdělaných mužů‘‘, ve kterém hrála Simonina matka. |
| Tři oříšky pro Popelku             | 10. | Pornografický film s pozměněným názvem ‚‚Tři podbřišky pro Popelku‘‘, ve kterém hrála Simonina matka. |
| Třicet případů majora Zemana       | 10. | Pornografický film s pozměněným názvem ‚‚Třicet přírazů majora Zemana‘‘, ve kterém hrála Simonina matka. |
| Cirkus Humberto                    | 10. | Pornografický film s pozměněným názvem ‚‚Cirkus hul Berto‘‘, ve kterém hrála Simonina matka. |
| Terminátor                         | 14. | Tomáš má hlídat Simoniny děti a říká jí: ‚‚Přece nemůžeš vychovávat děti na útěku.‘‘ Simona: ‚‚Neviděls Terminátora?‘‘ Později Lexa přirovnává Ježíše k Terminátorovi slovy: ,,To byl vostrej týpek ten Ježíš, přibili ho na kříž, von přežil a vrátil se. Jako Terminátor.‘‘ |
| Tři oříšky pro Popelku             | 16. | Lexa jde do krámu říct Ozzákovi: ‚‚Pane Ozzáku, dávají Tři vořechy pro popelu. Nechcete jít taky koukat?‘‘ |
| Mrazík                             | 16. | Viz článek výš. Ozzák: ‚‚Jdu. Ale stejně mám radši mrazáka.‘‘ |
| Ordinace v růžové zahradě 2        | 22. | Před začátkem seriálu Zebra 11 lze zaslechnout v televizi upoutávku na Ordinaci v růžové zahradě 2 |
| Kobra 11                           | 22. | Saša s Lexou večeří koprovku, zrovna když v televizi běží upoutávka na seriál pod názvem Zebra 11. |
| Zákon a pořádek                    | 22. | Tomáš a Iva večer sledují televizi zrovna když končí seriál Bezpráví a bordel. Tomáš: ‚‚Proboha. Co to bylo?‘‘ Iva: ‚‚Česká verze Práva a pořádku.‘‘ |
| Komisař Rex                        | 22. | Viz článek výš. Tomáš: ‚‚To už je lepší ten Komisař Fík.‘‘ |
| Eso                                | 30. | Vasil a Abdul Ivě ukazují, kde se natáčí Eso. |
| Hříšný tanec                       | 35. | Večer dávají v televizi v souvislosti s návštěvou papeže místo Hříšného tance Umučení Krista. |
| Umučení Krista                     | 35. | Večer dávají v televizi v souvislosti s návštěvou papeže místo Hříšného tance Umučení Krista. |
| Ptáci                              | 49. | Film, který Lexa donese Ozzákovi jako varování před ptáky. |

## Seznam použitých skladeb
| Skladba                       | Interpret                     | Díl |
| ----------------------------- | ----------------------------- | --- |
| Iron Man                      | Black Sabbath                 | 1.  |
| Mama, I'm Coming Home         | Ozzy Osbourne                 | 1.  |
| Ruby Tuesday                  | The Rolling Stones            | 1.  |
| Opijem se                     | Brutus                        | 3.  |
| Černí andělé                  | Lucie                         | 4.  |
| Sex bomb                      | Tom Jones                     | 4.  |
| Dej nám sex                   | Petr Kotvald                  | 4.  |
| Valčíček                      | Jan Nedvěd a František Nedvěd | 4.  |
| Unchain My Heart              | Joe Cocker                    | 4.  |
| Tvá malá Jane                 | Helena Vondráčková            | 4.  |
| Romeo and Juliet              | The Killers                   | 6.  |
| Goodbye to Romance            | Ozzy Osbourne                 | 10. |
| Známka punku                  | Visací zámek                  | 11. |
| Psycho                        | Bernard Herrmann              | 12. |
| Lost In The Supermarket       | The Clash                     | 13. |
| Superstar                     | Andrew Lloyd Webber           | 14. |
| Johnny B. Goode               | Chuck Berry                   | 15. |
| Kdepak ty ptáčku hnízdo máš   | Karel Gott                    | 16. |
| Happy Xmas (War Is Over)      | John Lennon                   | 16. |
| Vsákneš se do mě jako déšť    | Tomi Paci (Xindl X)           | 19. |
| Angie                         | The Rolling Stones            | 21. |
| (I Can't Get No) Satisfaction | The Rolling Stones            | 21. |
| Brown Sugar                   | The Rolling Stones            | 21. |
| Paint It, Black               | The Rolling Stones            | 21. |
| Jumpin' Jack Flash            | The Rolling Stones            | 21. |
| Welcome To The Jungle         | Guns N' Roses                 | 22. |
| We Will Rock You              | Queen                         | 25. |
| Super Trouper                 | ABBA                          | 27. |
| Toulavej                      | Roháči                        | 33. |
| Dance With Somebody           | Mando Diao                    | 37. |
| Smoke On The Water            | Deep Purple                   | 37. |